# Génération sacrifiée
Pour plus de détails, voir Fiche technique et Distribution.
Génération sacrifiée ou Les billets verts au Québec (Dead Presidents) est un film américain réalisé par Albert et Allen Hughes et sorti en 1995.

## Synopsis
En 1969, Anthony Curtis est un jeune Afro-Américain du Bronx. Âgé de 18 ans, il décide de retarder son entrée à l’université pour s'engager dans les Marines. Il est envoyé au Viêt Nam. Il quitte donc sa famille, sa petite-amie Juanita ou encore Kirby, un escroc qui est comme un second père pour lui. Deux de ses amis, Skip et Jose, partent également au Viêt Nam. Ils vont y commettre des actes qui les marqueront à jamais. Après quatre ans passés au Viêt Nam, Anthony a beaucoup changé. Il retourne au pays en 1973. Le retour à la vie normale est compliquée. Skip a été victime de l'Agent orange et est devenu accro à l'Héroïne. De son côté, Jose s'est fait amputer et porte une prothèse de main. Il travaille comme postier au James A. Farley Post Office Building. Comme tant d'autres, Anthony a besoin d'argent. Avec Kirby, Skip, Jose, Delilah et Cleon, il prévoit de braquer un fourgon blindé de la Federal Reserve Bank of New York.

## Fiche technique
Sauf indication contraire, les informations mentionnées dans cette section peuvent être confirmées par la base de données cinématographiques IMDb,  présente dans la section « Liens externes ».
- Titre original : Dead Presidents
- Titre français : Génération sacrifiée
- Titre québécois : Les billets verts
- Réalisation : Albert et Allen Hughes
- Scénario : Michael Henry Brown, d'après une histoire de Michael Henry Brown, Albert et Allen Hughes
- Musique : Danny Elfman
- Décors : David Brisbin
- Costumes : Paul A. Simmons Jr.
- Photographie : Lisa Rinzler
- Montage : Dan Lebental
- Production : Albert et Allen Hughes

Coproducteur : Michael Bennett
Producteur délégué : Darryl Porter
- Sociétés de production : Caravan Pictures, Hollywood Pictures et Underworld Entertainment
- Sociétés de distribution : The Walt Disney Company France (France, DVD), Buena Vista Pictures Distribution (États-Unis)
- Budget : 10 millions de dollars
- Pays de production :  États-Unis
- Langue originale : anglais
- Format : couleur
- Genre : drame, thriller, guerre
- Durée : 119 minutes
- Dates de sortie[1] :
  - États-Unis : 6 octobre 1995
  - France : sorti directement en DVD en 1999[2]
- Classification[3] :
  - États-Unis : R
  - France : interdit aux moins de 16 ans

## Distribution
- Larenz Tate (V.Q. : Joël Legendre) : Anthony Curtis
- Keith David (V.Q. : Victor Désy) : Kirby
- Chris Tucker (V.Q. : Alain Zouvi) : Skip
- Bokeem Woodbine : Cleon
- Freddy Rodríguez (V.Q. : Manuel Tadros) : Jose
- Rose Jackson (V.Q. : Violette Chauveau) : Juanita Benson
- N'Bushe Wright (V.Q. : Anne Bédard) : Delilah Benson
- Alvaleta Guess : Mme Benson
- James Pickens Jr. : M. Curtis
- Jenifer Lewis (V.Q. : Claudine Chatel) : Mme Curtis
- Clifton Powell (V.Q. : Daniel Lesourd) : Cutty
- Elizabeth Rodriguez : Marisol
- Terrence Howard (V.Q. : Gilbert Lachance) : Cowboy
- Ryan Williams : Young Revolutionary
- Larry McCoy : Nicky
- Rodney Winfield : M. Warren
- Seymour Cassel : Saul
- Martin Sheen : le juge

Source et légende : Version québécoise (V.Q.) sur Doublage Québec.
Note : le doublage québécois a été conservé lors de la sortie en vidéo en France.